# Солунска гробищна базилика
Солунската гробищна базилика или Базиликата на улица „3 септември“ (на гръцки: Βασιλική 3ης Σεπτεμβρίου) е раннохристиянска църква в град Солун, Гърция.
Базиликата е разположена на улица „3 септември“, като е разкрита само част от нея, а остатъкът е под сградата на Солунския международен панаир. В архитектурно отношение представлява трикорабна базилика. Откритите монети я датират в периода 380 – 450 година. Сградата оцелява до VII век, когато е разрушена при варварските нашествия. Църквата е свързана със съседния мартирий на Александър от Пидна. В нея има киклион – полукръгъл коридор под светилището с мраморна украса по пода и стените, свързан с култа към мъчениците. Точно под олтара са открити мраморна урна и мощехранителница със сребърен надпис.